# Teofil Witold Wierzbowski

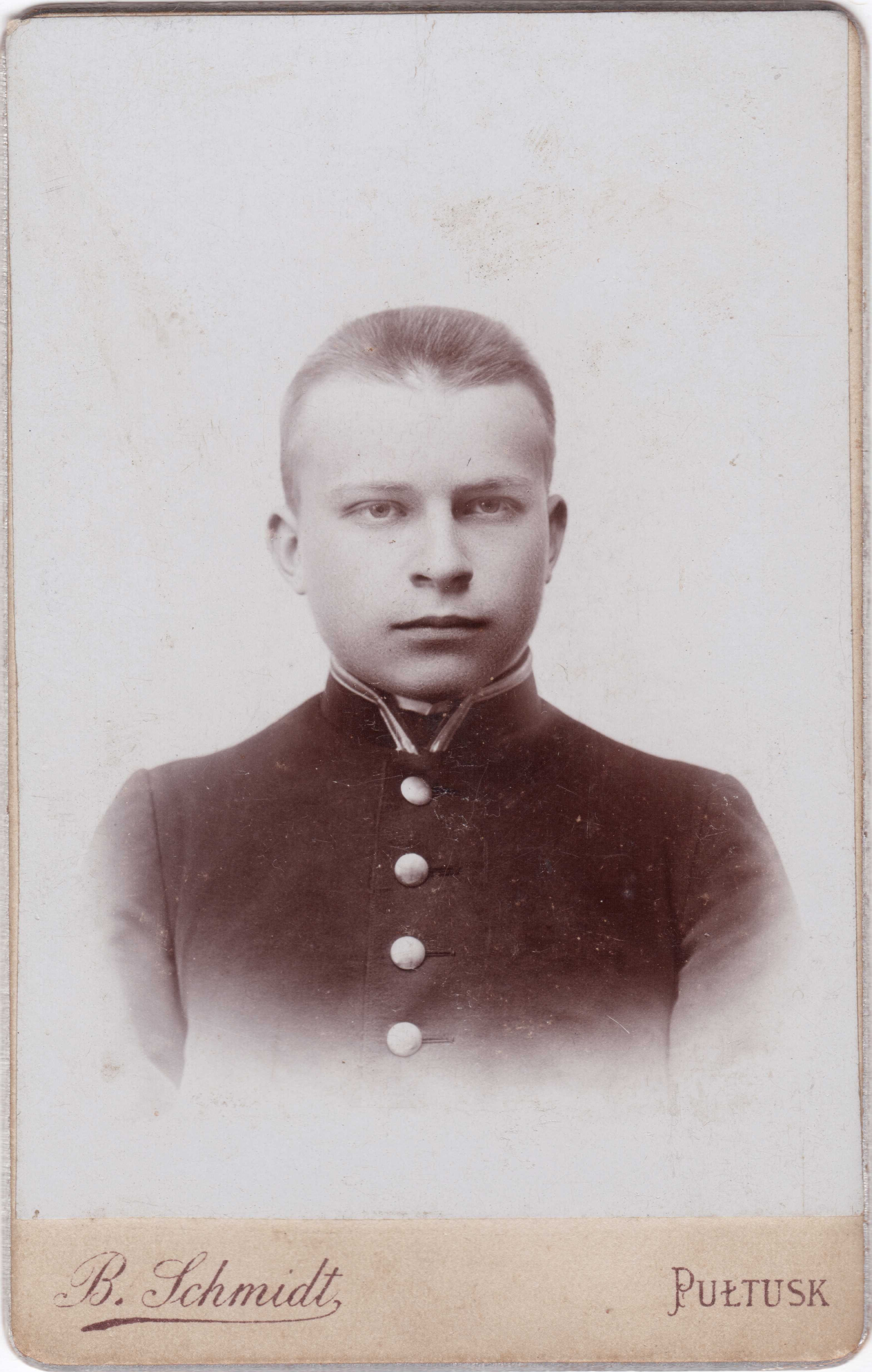
Teofil Witold Wierzbowski, portret z czasów gimnazjalnych, Pułtusk ok. 1900

Teofil Witold Wierzbowski (ur. 27 kwietnia 1883 r. w Kolnie w dawnym zaborze rosyjskim, zm. 27 maja 1956 r. w Chorzowie) – inżynier, budowniczy kolei brazylijskiej.
Gimnazjum i szkołę techniczną ukończył w 1903 r. w Warszawie. Wstąpił do Polskiej Partii Socjalistycznej - Frakcji Rewolucyjnej, był członkiem komitetu strajkowego (groziło mu aresztowanie i zesłanie na Sybir) i z tego powodu musiał przenieść się do Krakowa. Trudne warunki życia w zaborze austriackim (olbrzymie bezrobocie) sprawiły, że w sierpniu 1906 r. dwudziestotrzyletni Wierzbowski podjął decyzję o emigracji. Przez Francję i Hiszpanię dotarł do Lizbony, a stamtąd, w zamian za pracę pomocnika palacza na statku handlowym, bez biletu, popłynął do Kurytyby.
W Brazylii mieszkał przez 17 lat, pracując jako dyplomowany mechanik. Znał języki rosyjski, niemiecki i francuski. Pierwsza praca, jaką znalazł w Kurytybie, to etat robotnika w fabryce maszyn. W ciągu roku nauczył się języka portugalskiego. Znajomość języka urzędowego pozwoliła mu na objęcie nowej posady w Towarzystwie San Paulo-Rio Grande do Sul. Stale podnosił swoje kwalifikacje na licznych kursach wieczorowych w zakresie kolejnictwa, miernictwa i budownictwa oraz doskonalił znajomość języka portugalskiego.

## Budowa kolei brazylijskiej
17 lutego 1909 r. Wierzbowski został oddelegowany do budowy linii kolejowej przez dziewiczą dżunglę pełną rzek, gór i lasów. Specjalizował się w projektowaniu mostów, fasad tuneli i wszelkich obiektów inżynierskich ułatwiających budowę torowiska kolejowego. Budowę prowadzono w trudnym terenie, który trzeba było przygotować pod podkłady kolejowe. Podstawowym budulcem były potężne drzewa pinior, twarde, o dużej wytrzymałości. Kolej przechodziła przez rzekę Cacador, na granicy dwu stanów Parany i Santa Catharina. Szefem biura technicznego budowy linii kolejowej był francuski inżynier Paul Roch, znany m.in. z budowy Twierdzy Przemyśl i innych obiektów wojskowych.
W trakcie trwania prac w amazońskiej puszczy, budowę kolei odwiedził ówczesny prezydent Brazylii – Affonco Penna. Powitano go na nowo powstałej stacji jego imienia. Równolegle z budową kolei wznoszono domy dla pracowników i ich rodzin. Ekipa budowniczych była doskonale zorganizowana, a w całym okresie budowy zatrudniano od 800 do 2000 ludzi różnych narodowości. Byli tam Francuzi, Niemcy, Holendrzy, Portugalczycy, Belgowie i paru Polaków. Budowa trwała 3 lata i 6 miesięcy. W tym czasie od kul i noża zginęło 628 ludzi, głównie w dniach wypłat. Dwóch robotników zostało śmiertelnie ugodzonych zatrutymi strzałami indiańskimi. Przy pracy w wypadkach zginęło 154 ludzi, rannych i kalek nikt nie liczył i nie spisywał. Długość całej linii kolejowej wyniosła 314 kilometrów. Wszelkie roboty przerwano dnia 15 lipca 1914 r. w związku z wybuchem I wojny światowej i zawieszeniem dostaw konstrukcji stalowych z Francji. Do dzisiaj jest to najdłuższa linia kolejowa prowadząca w głąb Brazylii. Cztery lata pracy przy budowie kolei (1909-1914) Wierzbowski udokumentował samodzielnie wykonanymi fotografiami. Dzięki zainteresowaniu nowinkami technicznymi (m.in. fotografią) powstał unikatowy album zdjęć z budowy kolei przez dżunglę przy rzece Rio do Peixe w południowych stanach Brazylii (album znajduje się w zbiorach Biblioteki Śląskiej, sygn. F 9533 II).
Po zakończeniu budowy kolei Teofil Wierzbowski został zatrudniony przy sporządzaniu wojskowych map strategicznych. Doskonała znajomość terenu, zdolności inżynierskie i kreślarskie sprawiły, że dnia 1 sierpnia zaczął pracę w wojskowym Sztabie Generalnym, którego dowódcą był generał Septembrino de Carwalho. Był to gorący czas rewolucji stanowej, co jakiś czas wybuchały konflikty zbrojne. Wierzbowski znał dobrze miejscowe stosunki i cieszył się bardzo dobrą opinią. We wrześniu 1916 r. otrzymał nominację na szefa państwowej kontroli brazylijskiej i dyrektora robót technicznych municypium Antoniny. Przez cztery lata pracy w Antoninie skanalizował miasto, doprowadził z gór słodką wodę, pogłębił miejsca postoju okrętów w porcie przez zmianę ujścia rzek do zatoki. Podczas pracy w Antoninie szczegółowo opisał cały system administracyjny stanu Parana, korzystając z dostępnych tam dokumentów. Niestety, po czterech latach konieczna była ponowna przeprowadzka. Żona Wierzbowskiego podczas pobytu w Antoninie dwukrotnie zachorowała na malarię, kolejny, trzeci raz byłby śmiertelny, dlatego Teofil Wierzbowski musiał opuścić zajmowane stanowisko i przenieść się z powrotem do Kurytyby, która położona wysoko nad poziomem morza była wolna od tej choroby. Przez dwa lata pracował jako ekspert przy robotach melioracyjnych z ramienia Ministerstwa Sprawiedliwości i Spraw Wewnętrznych, a następnie został powołany do komisariatu Ziem Parańskich. Tu pracował do lipca 1923 r. W tym czasie wykonał pierwszą oficjalną mapę stanu Parana, która na wystawie w Rio de Janeiro z okazji 100. rocznicy republiki brazylijskiej otrzymała Grand Prix. Nagroda była szeroko komentowana w prasie, szczególnie podkreślano polskie pochodzenie autora.

Mapa fizyczna stanu Parany

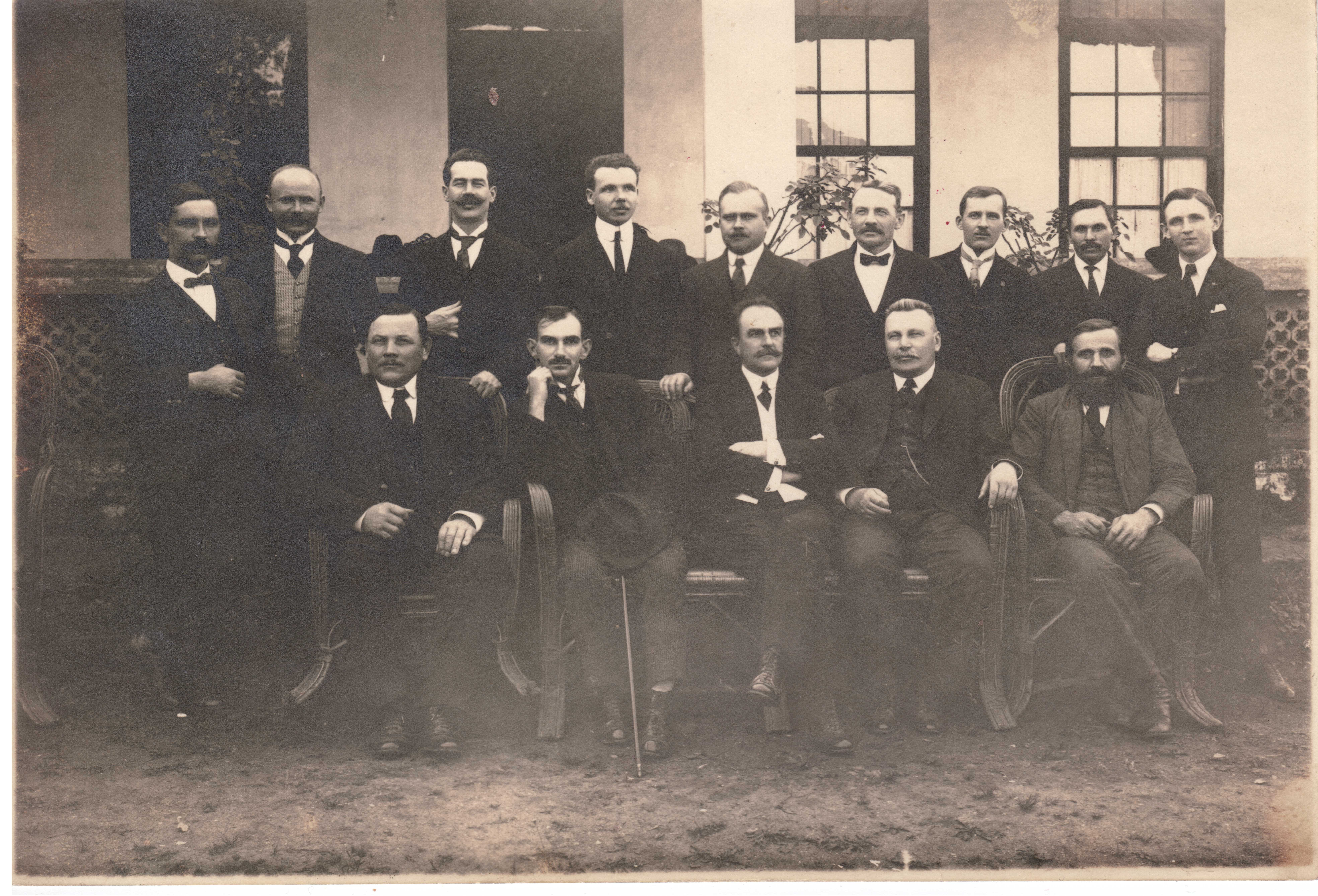
Komitet Obrony Narodowej w Kurytybie - Parana - Brazylia, zał. 1913 r. Siedzą od lewej: Walenty Borkowski, Jan Barański, Szymon Kossobudzki, Józef Czaki, Ignacy Wróbel. Stoją od lewej: Mikołaj Jankosz, Franciszek Wilczyński, Adam Bocewicz, Adam Kowalski, Teofil Witold Wierzbowski, Konrad Jeziorowski, Henryk Adamik, Michał Bochniak, Stanisław Głuszczyński

Przez cały czas pobytu w Brazylii Wierzbowski czynnie uczestniczył w działalności organizacji polonijnych oraz w ruchu niepodległościowym wśród kolonii polskiej. W 1914 r. inteligencja w Kurytybie powołała Komitet Obrony Narodowej. Do zarządu weszli: dr Szymon Kossobudski (prezes), Teofil Witold Wierzbowski (sekretarz), Jan Barański (skarbnik) i członkowie – Ignacy Wróbel, Walenty Borkowski, Mikołaj Jankosz, Franciszek Wilczyński, Adam Balcewicz, Adam Kowalski, Konrad Jeziorowski, Henryk Adamik, Michał Bochniak, Stanisław Guszczyński oraz Prezes Okręgu Araukaryjskiego dr Józef Czaki. Głównym zadaniem komitetu była ochrona emigrantów oraz wszelka możliwa pomoc dla ruchów niepodległościowych na ziemiach polskich. Początki pracy Komitetu Obrony Narodowej były dość trudne. Działacze polonijni głównie zajęci byli organizowaniem szkolnictwa. Dopiero z okazji otwarcia i poświęcenia budynku Związku Polskiego w Kurytybie w sierpniu 1914 r. rozpoczęto bardziej ożywioną działalność. W Porto Alegre powstała Liga Polska, której celem było skupienie Polonii wokół programu niepodległościowego. Zbierano w tym celu pieniądze i wysyłano je do kraju, niektórzy próbowali przedostać się do Europy, lecz ścisła kontrola aliantów uniemożliwiała wejście na statki. Dużym wydarzeniem dla Polonii brazylijskiej było otwarcie Konsulatu Polskiego w Kurytybie. Prezes KON dr Szymon Kossobudzki za własne pieniądze wynajął pociąg z salonką, który został udekorowany w barwy narodowe i miał posłużyć do przeprowadzki konsulatu. Wraz z konsulem Witoldem Żonydłowiczem vel Czarneckim, jechał Wierzbowski, a podróż odbywała się z Araukarii do Kurytyby, stałej już siedziby Polskiego Konsulatu.
Witold Wierzbowski opisał szczegółowo działalność Komitetu Obrony Narodowej w latach od 1914-1920 oraz ruch niepodległościowy w Brazylii. Za swą działalność na tym polu oraz za wielkie zaangażowanie w pomoc Legionom został odznaczony przez marszałka Józefa Piłsudskiego w 1927 r. Krzyżem Legionowym. Działalność społeczna i zaangażowanie w sprawy niepodległościowe zostały docenione też przez ówczesnego prezydenta Rzeczypospolitej, który odznaczył Wierzbowskiego w 1932 r. Medalem Niepodległości.

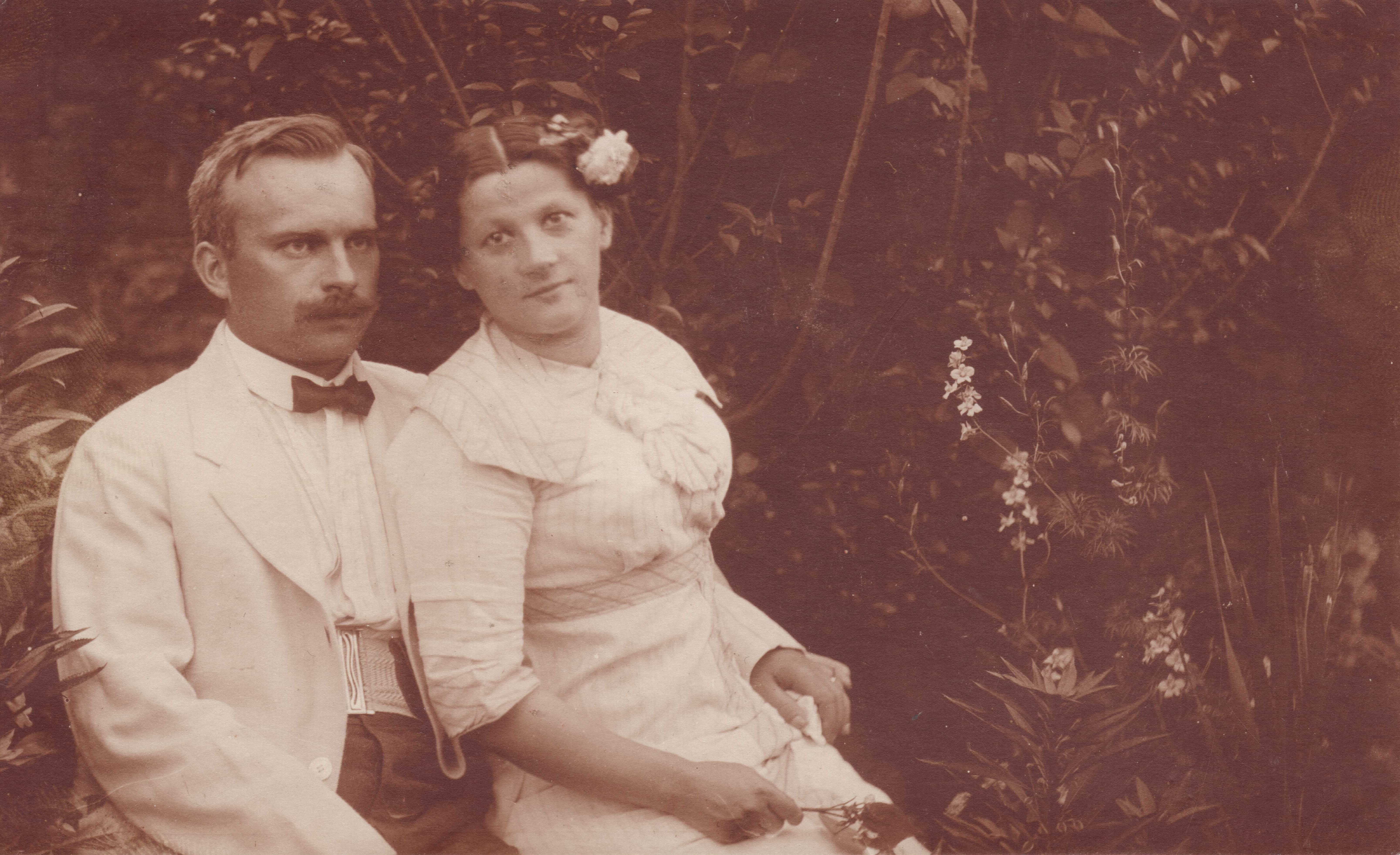
Teofil i Felicja Wierzbowscy w Kurytybie, 1914 r.

Wierzbowski osiedlił się na stałe w Kurytybie. Tam kupił dom, sprowadził swą narzeczoną Felicję Zielińską i tam w dniu 3 października 1911 r. wzięli ślub. Świadkiem był przyjaciel Wierzbowskiego z czasu budowy kolei – inż. Paul Roch. W Kurytybie urodziło się dwoje dzieci Wierzbowskiego: w 1914 r. córka Zofia, w 1916 syn Jan (zmarły w dzieciństwie). W 1923 r., po siedemnastu latach nieprzerwanej pracy Wierzbowski otrzymał sześciomiesięczny urlop i wraz z rodziną wyjechał do wolnej Polski, zostawiając w Brazylii swój dobytek pod opieką przyjaciół. Podróż do ojczyzny trwała ponad sześć miesięcy. Parę miesięcy rodzina spędziła w Paryżu, gdzie Teofil Wierzbowski nieszczęśliwie stracił sporo swego majątku przez pogłębiającą się inflację. Rodzinie ledwo starczyło na przyjazd do Warszawy. Do Brazylii już nigdy nie powrócili. Okres brazylijski żywy był we wspomnieniach całej rodziny, pozostały po nim pamiątki, unikatowe fotografie i dokumenty.

## W odrodzonej Polsce

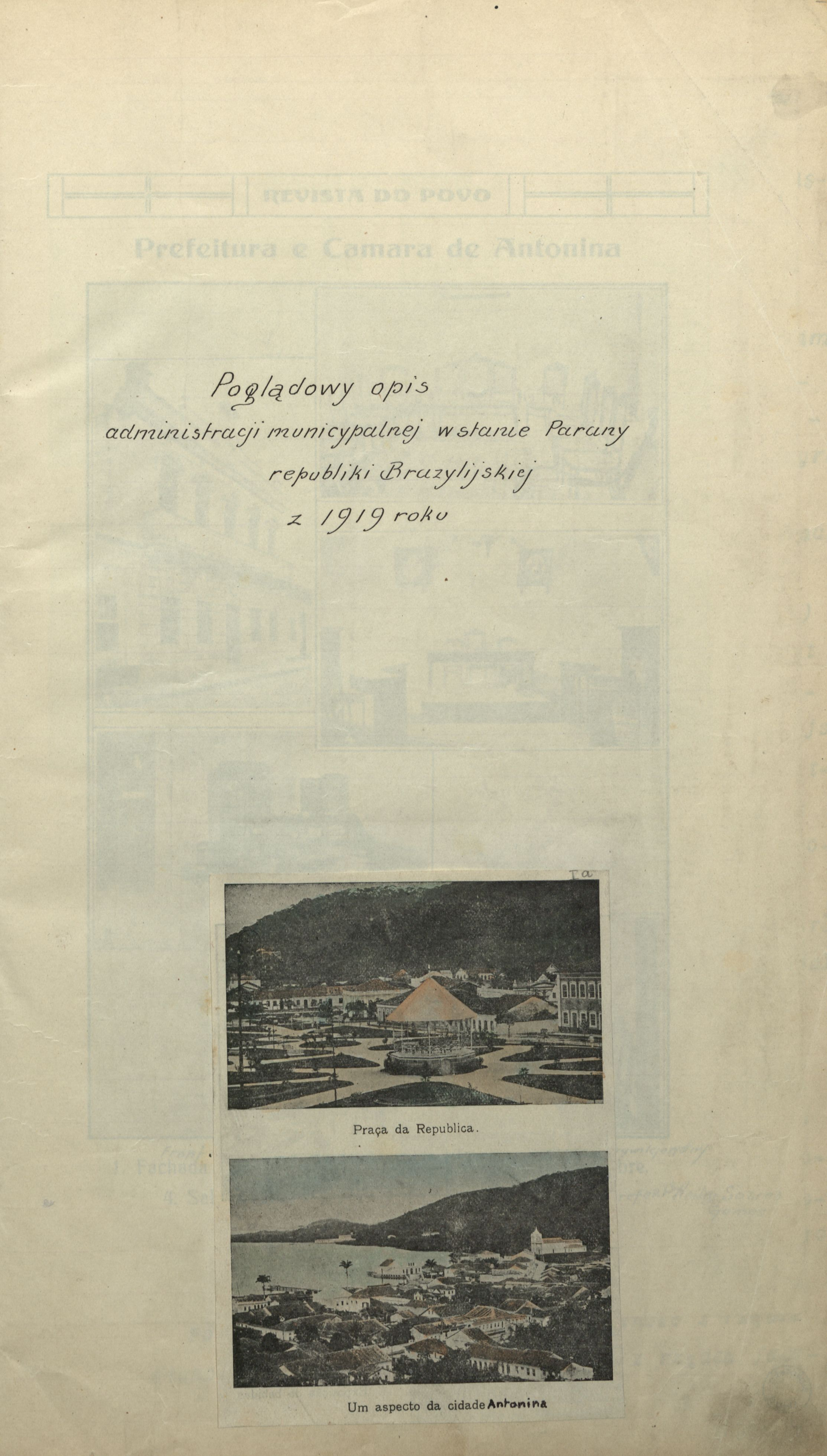
Poglądowy opis administracji municypalnej w stanie Parany republiki Brazylijskiej z 1919 roku. Opisał b. urzędnik federalny i stanowy Witold Wierzbowski. Bielszowice, dnia 23 lutego 1928 r.

Rodzina Wierzbowskich zamieszkała w Pułtusku (Rynek 4), a Teofil wyjechał na Górny Śląsk, gdzie dzięki pomocy brata Konrada znalazł pracę jako mierniczy w kopalni Bielszowice. Po roku sprowadził na Górny Śląsk całą rodzinę. Początkowo mieszkali w Bielszowicach, ale w 1929 roku przenieśli się do Chorzowa, gdzie zamieszkali przy ulicy Cieszyńskiej. W czerwcu 1929 r. Wierzbowski przeniósł się do kopalni Barbara w Chorzowie na stanowisko kierownika powierzchni i pracował tam do wybuchu II wojny światowej. W tym czasie zmarł jego syn Jan (na zapalenie wyrostka robaczkowego). Córka Zofia studiowała na Wydziale Lekarskim Uniwersytetu Jagiellońskiego i w 1938 r. ukończyła medycynę. We wrześniu 1939 pracowała w Szpitalu Przemienienia Pańskiego w Warszawie.

## Lata wojny i okres powojenny
Pierwsze dni II wojny światowej, niepewność jutra, grozę codzienności oraz tułaczkę uciekinierów opisał Wierzbowski w prowadzonym przez siebie dzienniku. W 1941 r. Wierzbowscy przenieśli się do Lusławic, koło Zakliczyna nad Dunajcem, gdzie po ślubie zamieszkała ich córka w majątku męża Stanisława Łuki. Pod przykrywką prywatnej praktyki lekarskiej Zofia Łuka leczyła rannych partyzantów żołnierzy, a duży murowany dom był punktem kontaktowym Armii Krajowej. W domu Łuków, po ucieczce z więzienia ukrywał się Stanisław Marusarz.
Teofil Wierzbowski już w lutym 1945 r. wrócił do Chorzowa i od 1 marca rozpoczął pracę w kopalni Barbara. Przygotowywał kopalnię do wydobycia, a dzięki znajomości języka rosyjskiego Wierzbowski zapobiegł wywozowi urządzeń kopalnianych do ZSRR. W kopalni Barbara pracował na stanowisku kierownika ruchu powierzchni i sortowni. W październiku 1950 r. otrzymał jednak wypowiedzenie z powodu sprzeciwu wobec fikcyjnego zatrudniania członków zakładowej organizacji partyjnej PZPR w podległej mu sortowni. Sprawa nabrała rozgłosu z powodu „Dyplomu Uznania” za odbudowę i uruchomienie kopalni, który to w pierwszą rocznicę wyzwolenia osobiście wręczył Wierzbowskiemu Aleksander Zawadzki, ówczesny Wojewoda Katowicki. To zadecydowało, że dyrektor naczelny Chorzowskich Zakładów Przemysłu Węglowego przedłużył wypowiedzenie o trzy miesiące.
Po przepracowaniu 27 lat w górnictwie, z dniem 1 marca 1951 r. Wierzbowski przeszedł na emeryturę. Wypowiedziano mu jednocześnie mieszkanie służbowe przy ulicy Lompy, przeniósł się wtedy do kamienicy przy ulicy Wolności. Tam zmarł 27 maja 1956 r. w wieku 73 lat. Został pochowany na cmentarzu przy ulicy Drzymały w Chorzowie. Córka Zofia (wieloletni ordynator Szpitala Zakaźnego w Chorzowie) zmarła 3 lutego 2013 r. Jej dzieci Ewa Sońska i Jerzy Łuka w 2005 r. do zbiorów Biblioteki Śląskiej w Katowicach przekazali pamiątki rodzinne i unikatowe dokumenty z czasów brazylijskich.

## Galeria

Wybrane zdjęcia z publikacji Jak Polak w Brazylii kolej budował... Album fotografii Teofila Witolda Wierzbowskiego
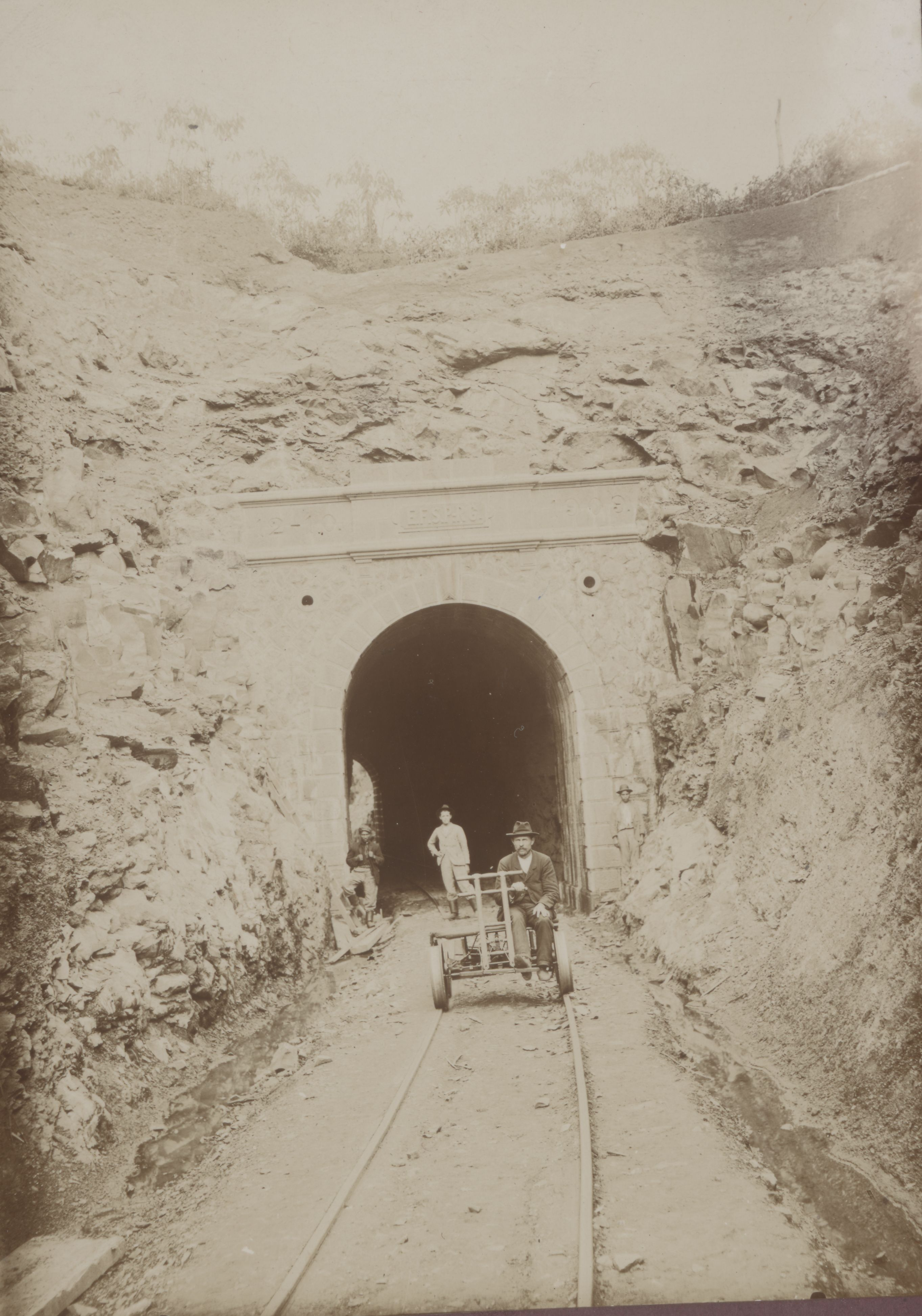
Projekty mostów i tuneli oraz ich wykonanie było specjalnością inżyniera Teofila Witolda Wierzbowskiego
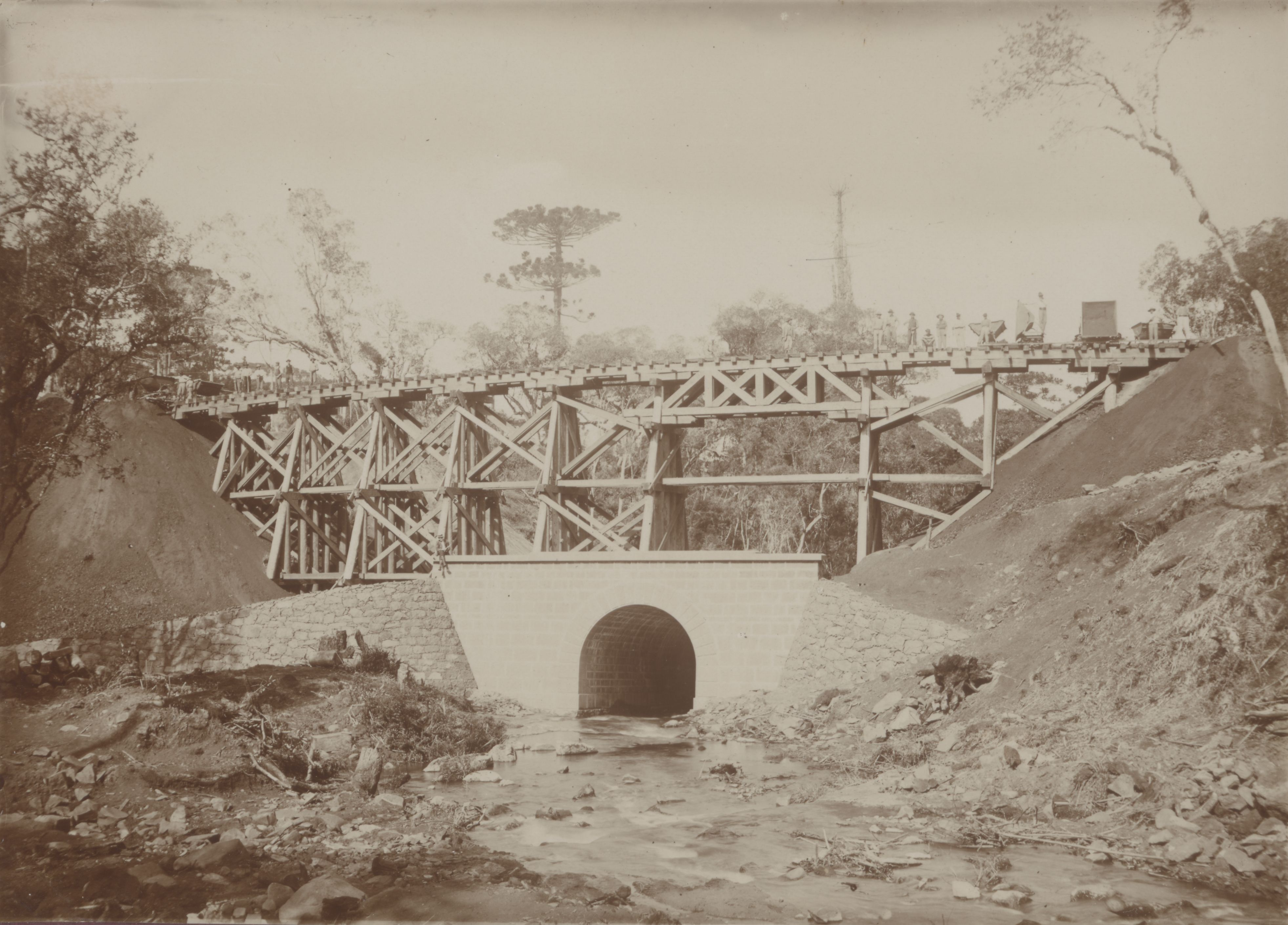
Projekty mostów i tuneli oraz ich wykonanie było specjalnością inżyniera Teofila Witolda Wierzbowskiego
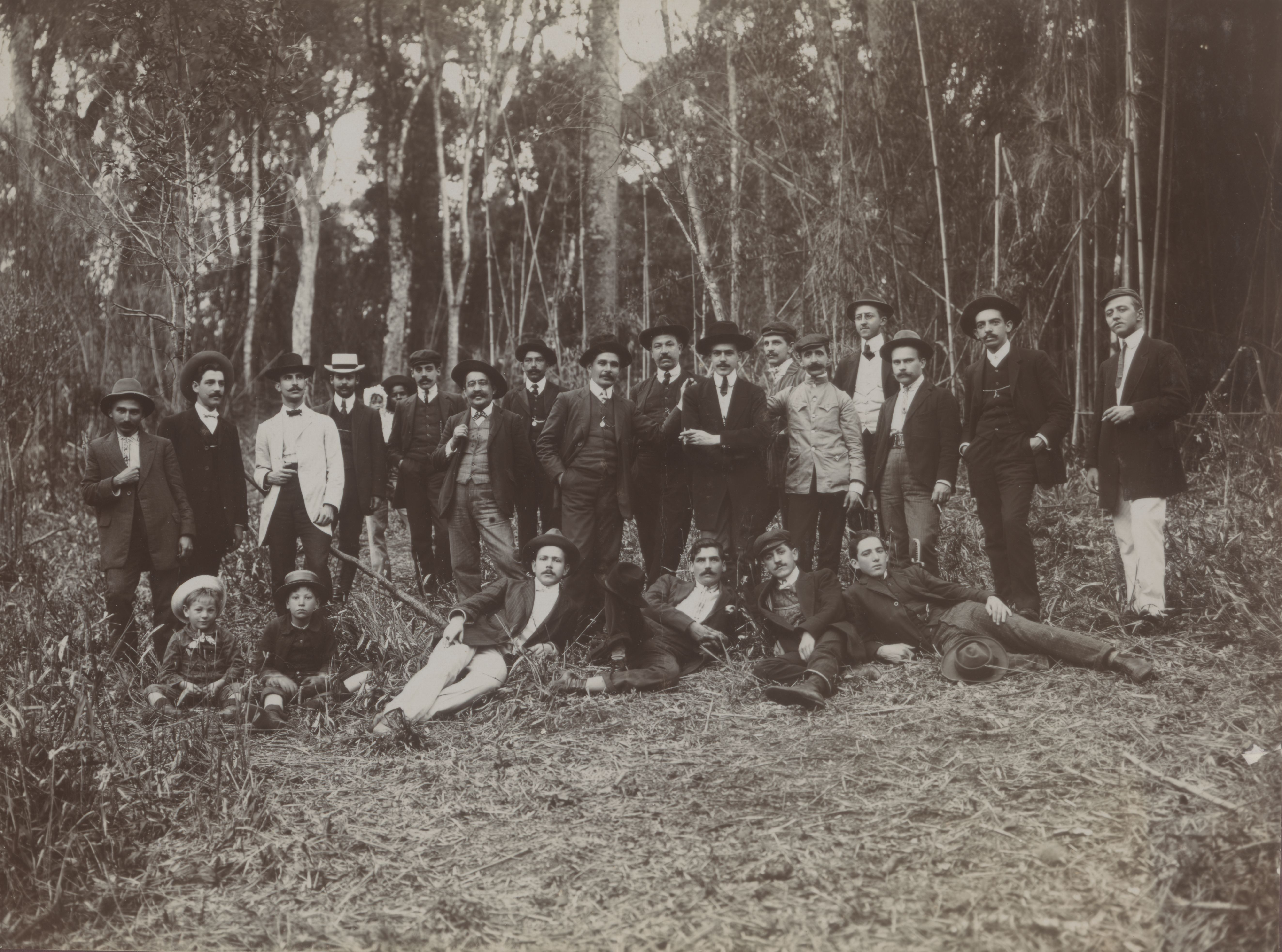
Grupa pracowników techniczno-administracyjnych złożona z Brazylijczyków, Francuza i Polaka (Teofila Witolda Wierzbowskiego)
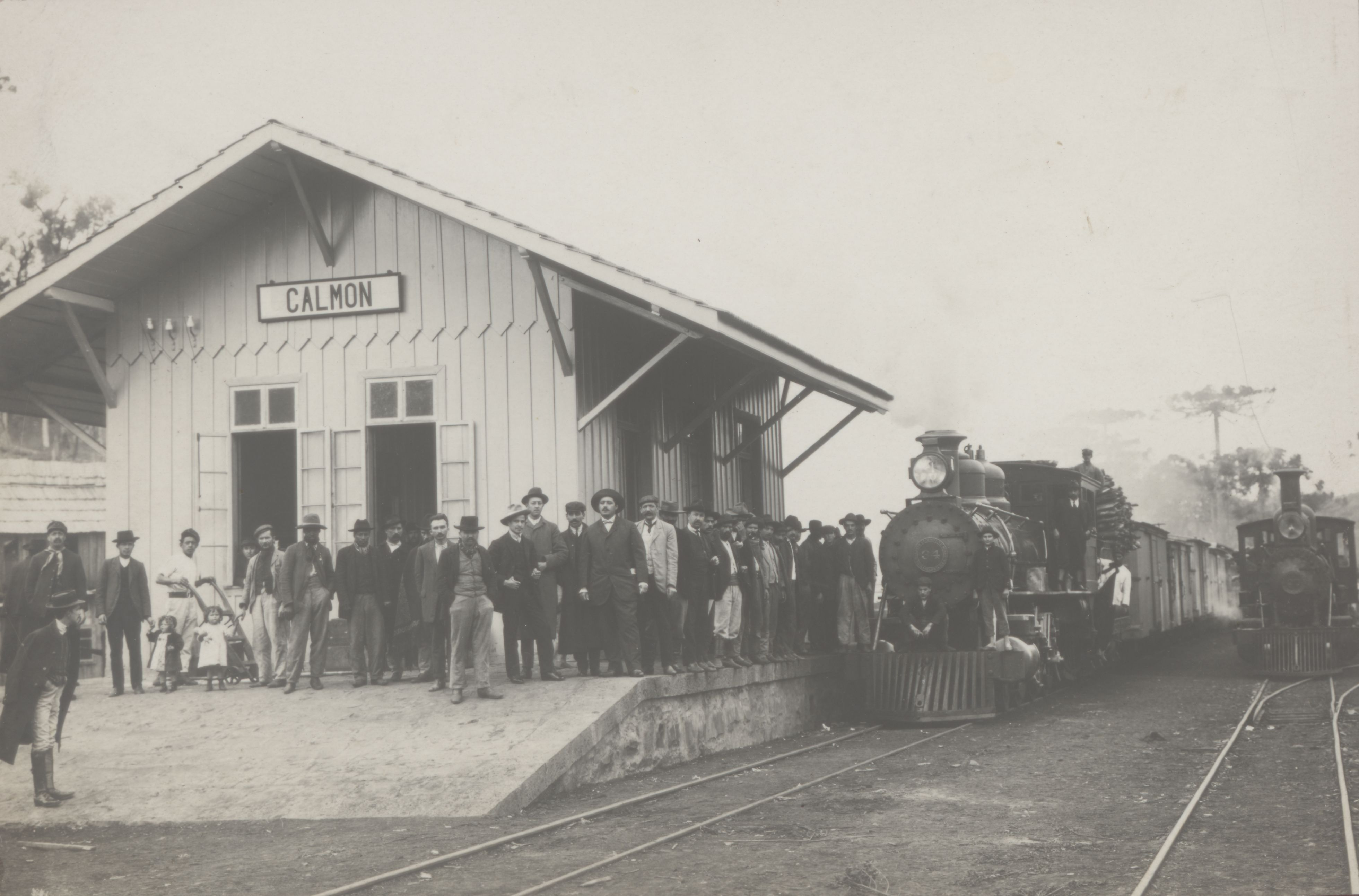
Urzędnicy i tymczasowi osadnicy przed budynkiem stacji kolejowej w Calmon
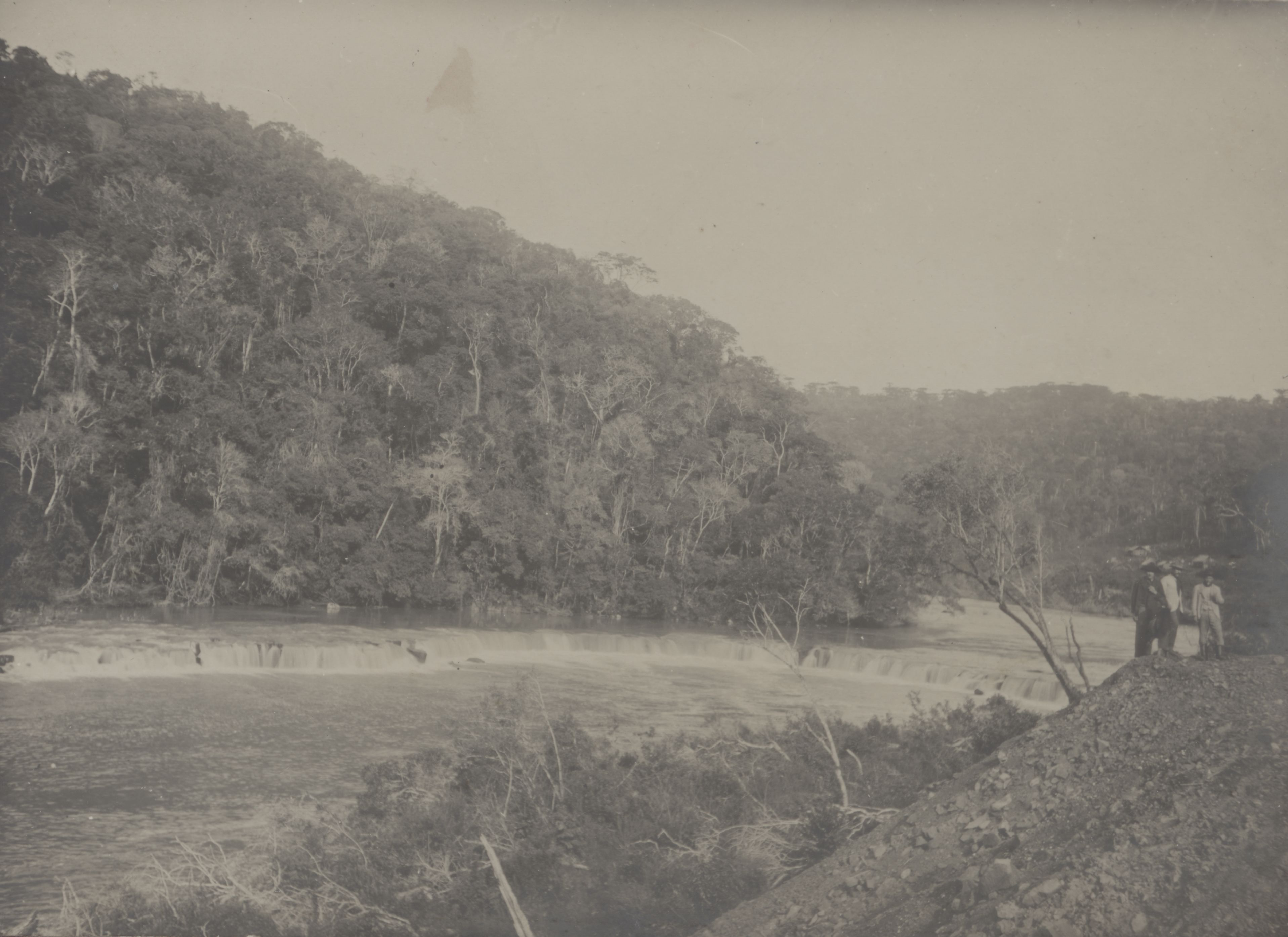
Jeden z licznych progów na rzece Rio do Peixe
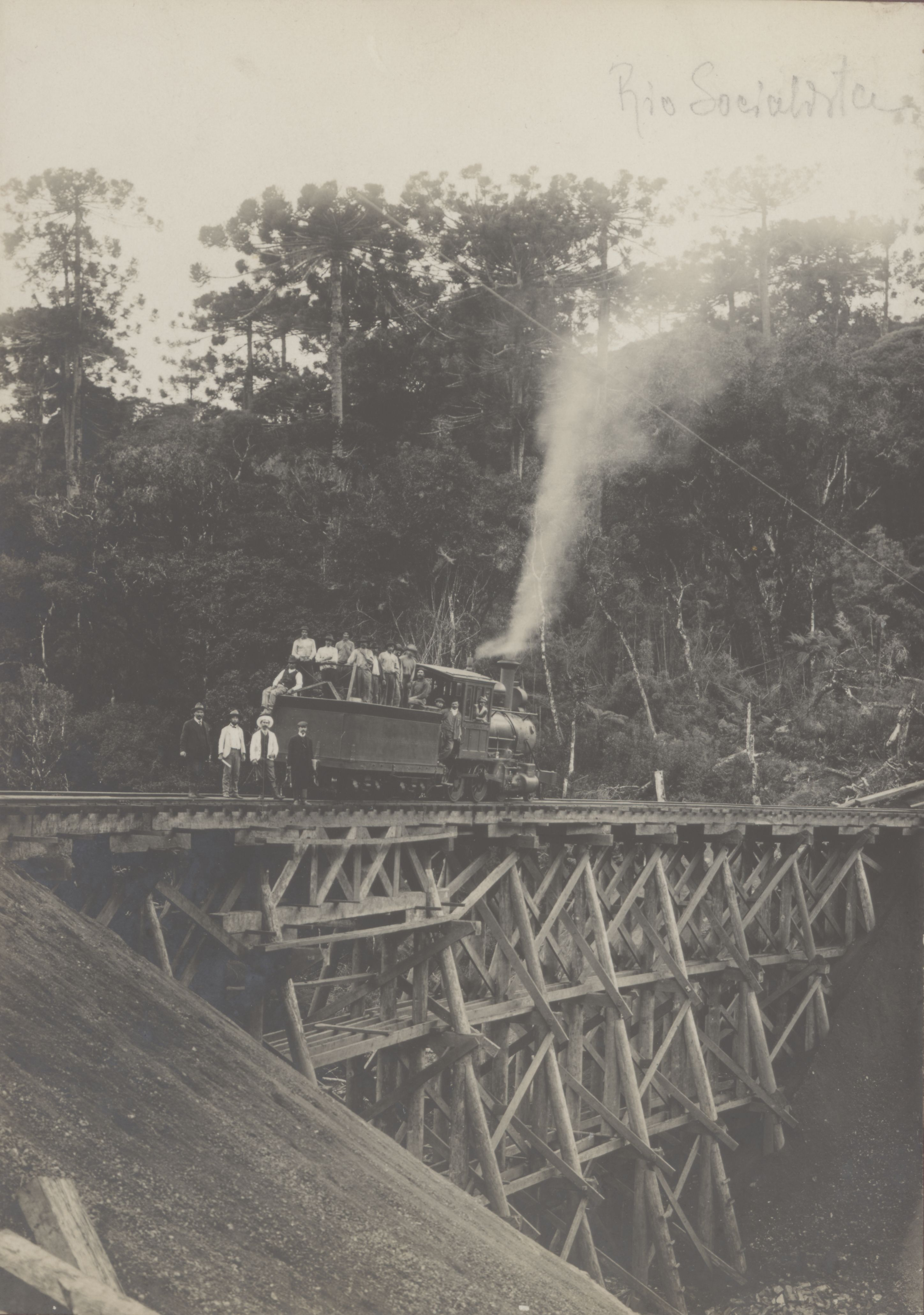
Pierwsza próba wytrzymałości dwupiętrowego mostu na rzece Rio Socialista, podczas której osiadł zaledwie 0,024m
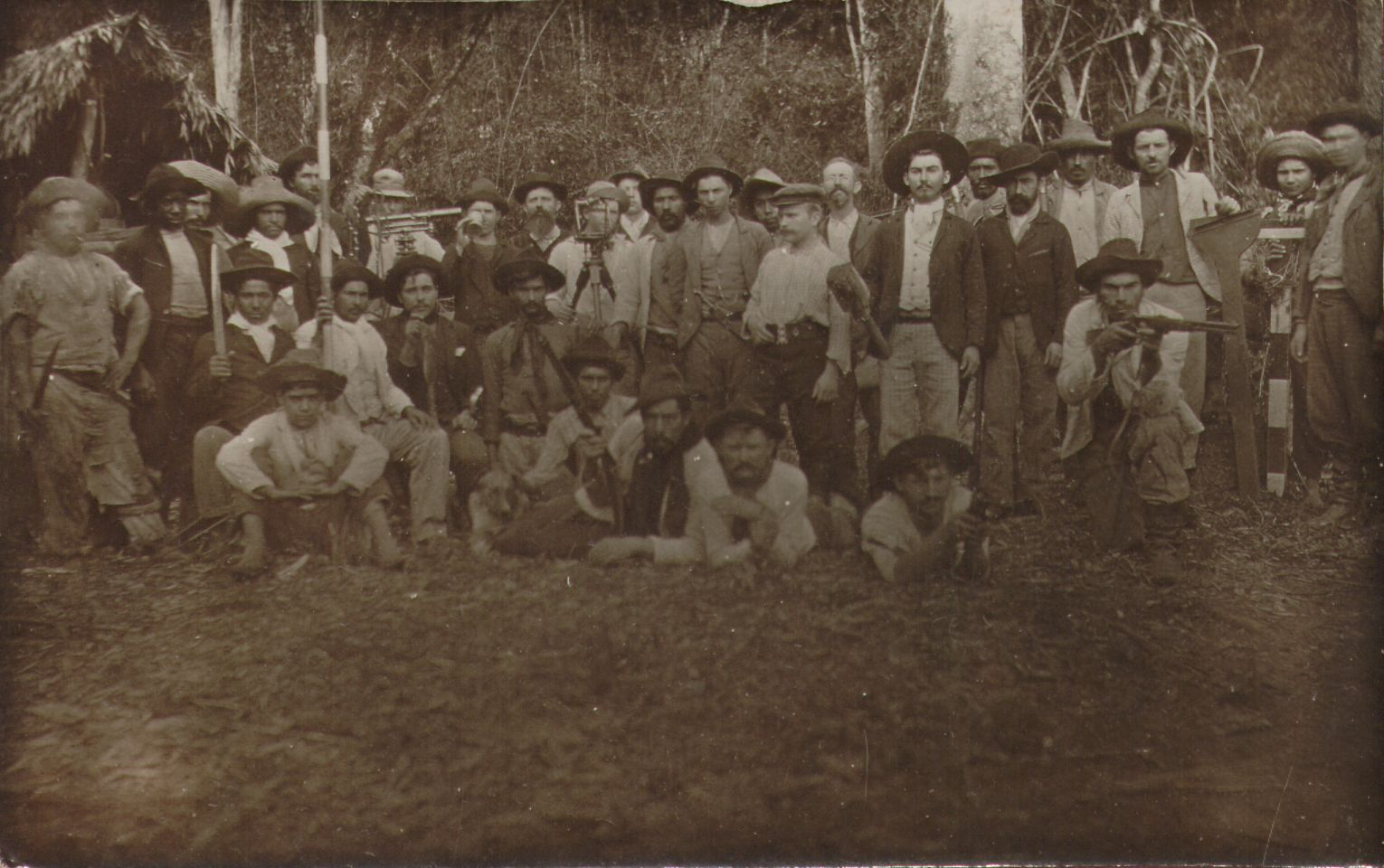
Nasza „turma de avancamento”
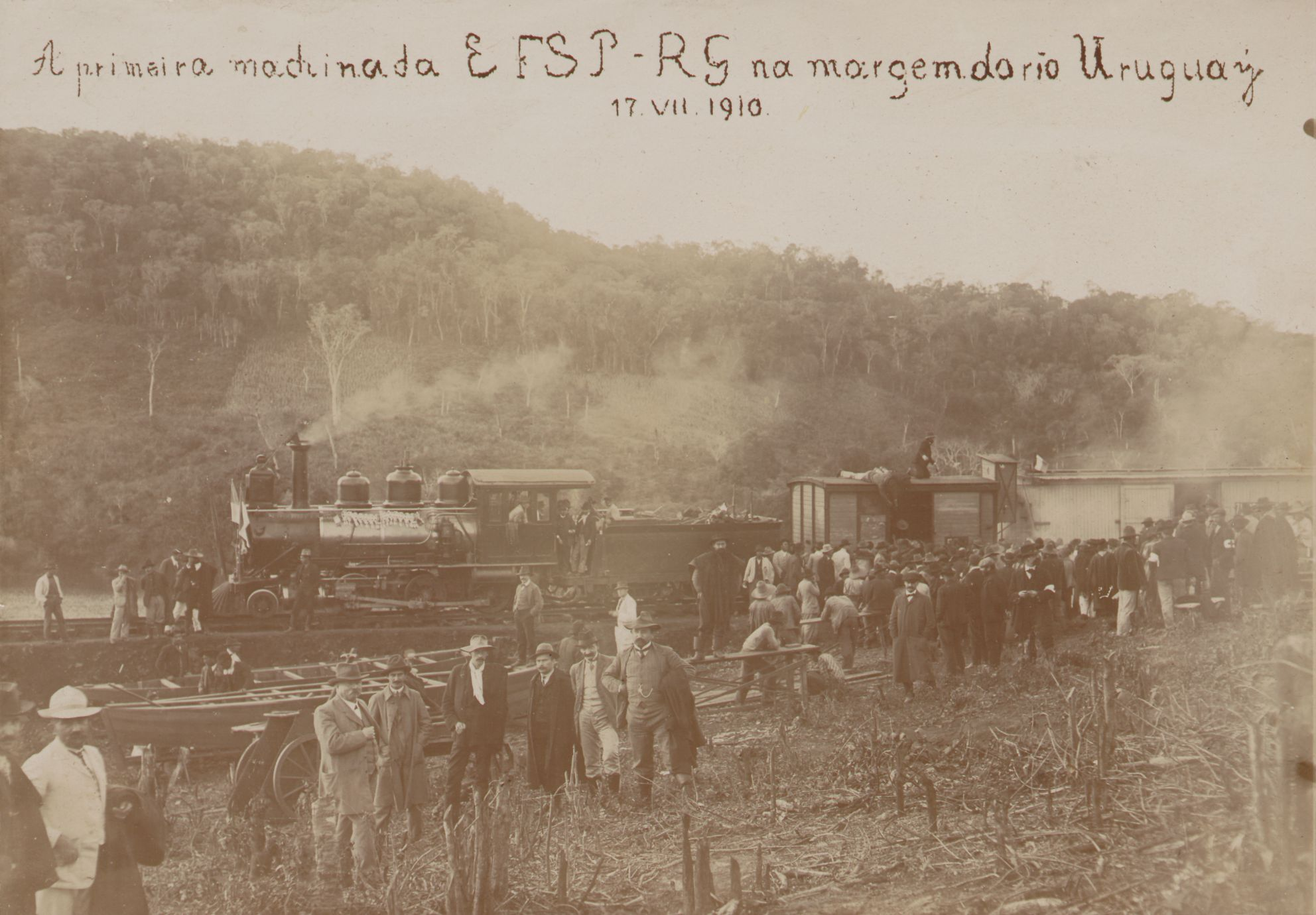
Przybycie pierwszej maszyny do brzegów rzeki Uruguay. Na froncie centralne biuro techniczne, w głębi ugaszczanie robotników w dniu 17 lipca 1910 r. W pelerynie W Wierzbowski.